# BVG-Baureihe G
Die Baureihe G der Berliner Verkehrsbetriebe ist die einzige in der DDR konstruierte Fahrzeugserie für das Kleinprofilnetz der Berliner U-Bahn. Die Fahrzeuge kommen heute auf den Linien U1 bis U3 (vor Dezember 2015 fast ausschließlich auf der U2) zum Einsatz.

## Entwicklung

### GiselaundGustav
Während für die Großprofillinie E (heutige U5) aus umgebauten Fahrzeugen der Berliner S-Bahn die EIII-Wagen entstanden, fuhren auf der Linie A (heutige U2) immer noch die Züge der Vorkriegsbaureihen AI und AII. Mit einem Alter von fast 70 Jahren waren die Wagen Anfang der 1970er Jahre bereits an die Grenzen ihrer Lebensdauer gestoßen.

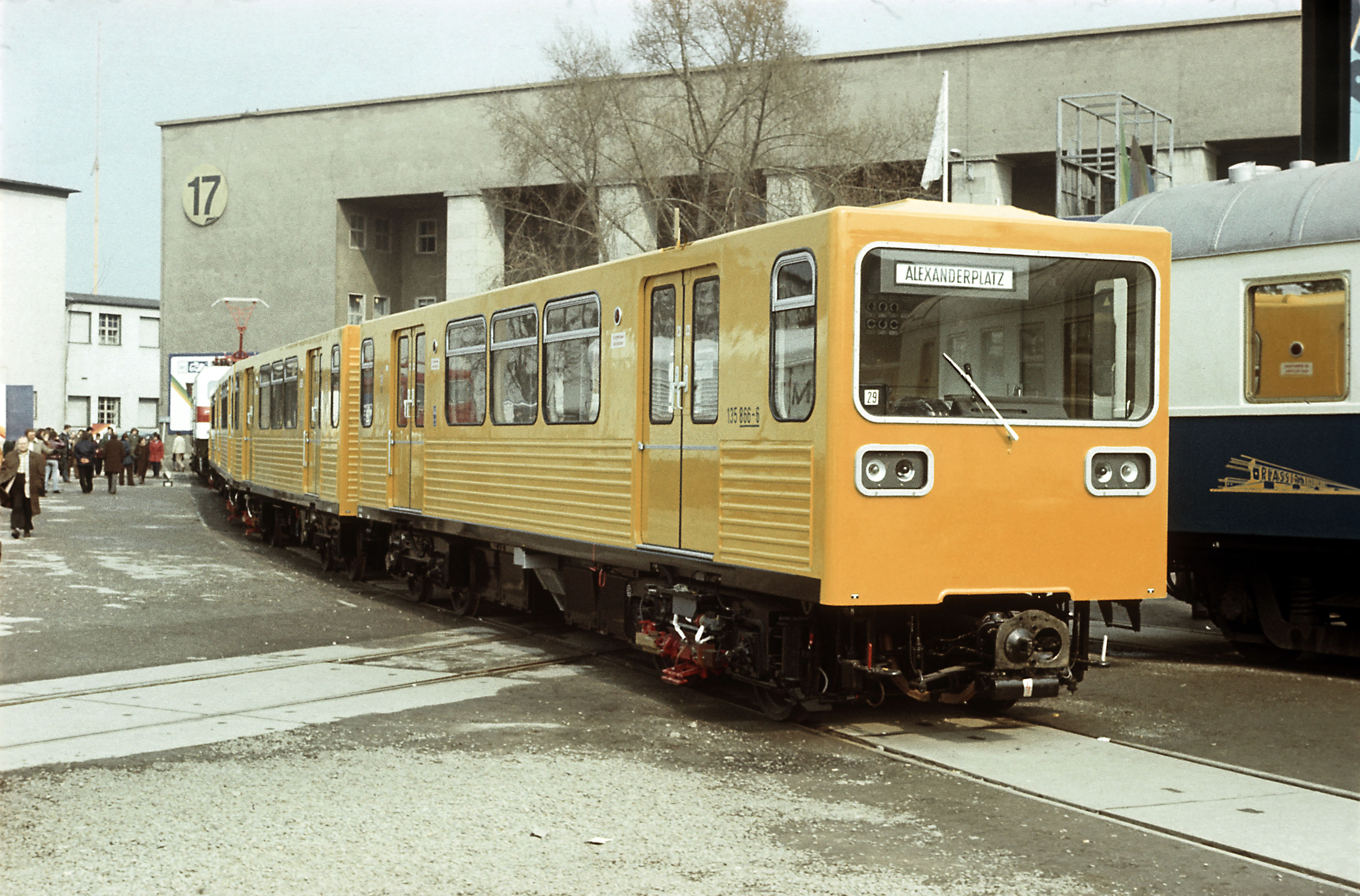
GI-Serienhalbzug auf der Leipziger Frühjahrsmesse 1982

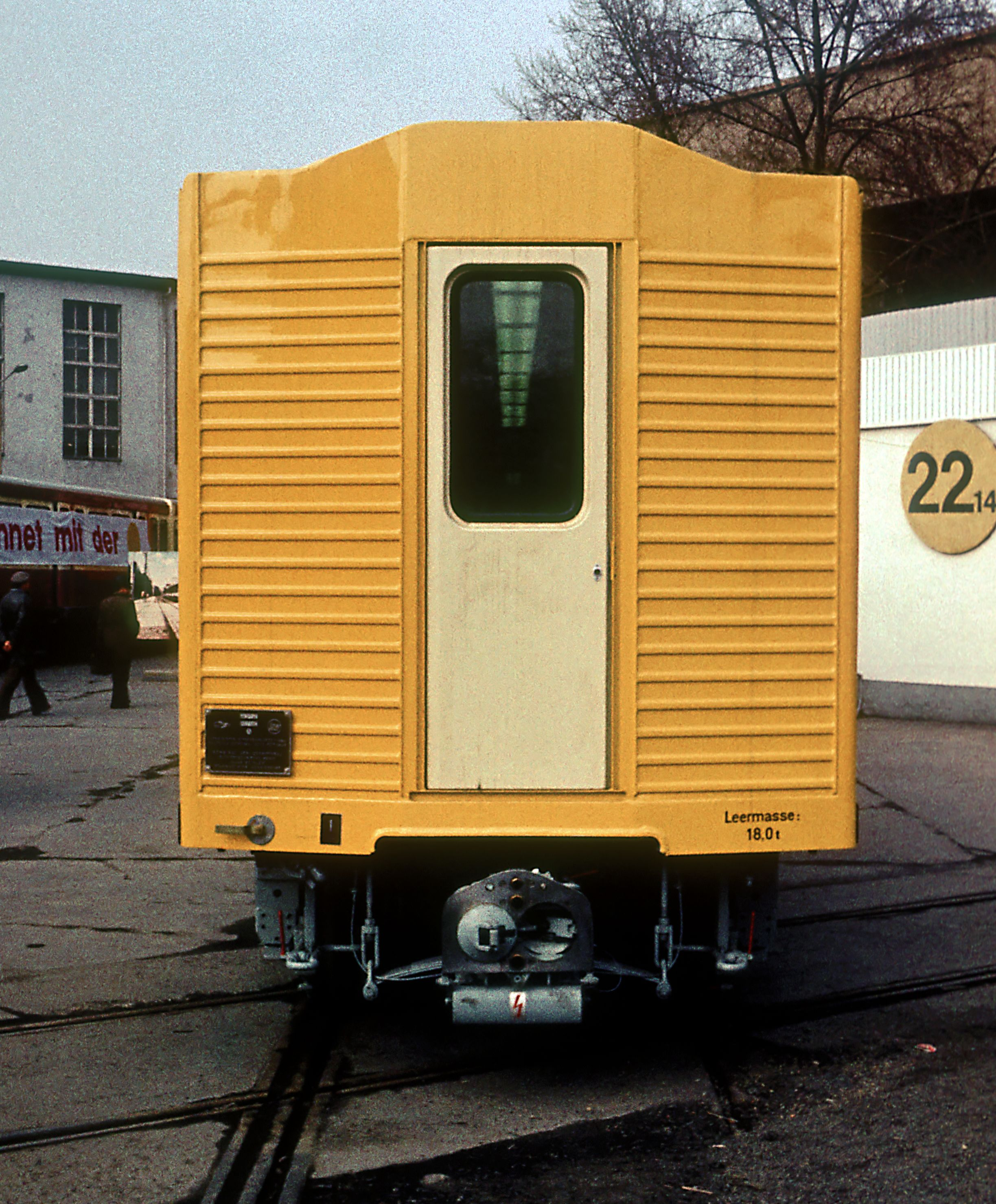
Wagenende ohne Führerstand auf der Leipziger Frühjahrsmesse 1980

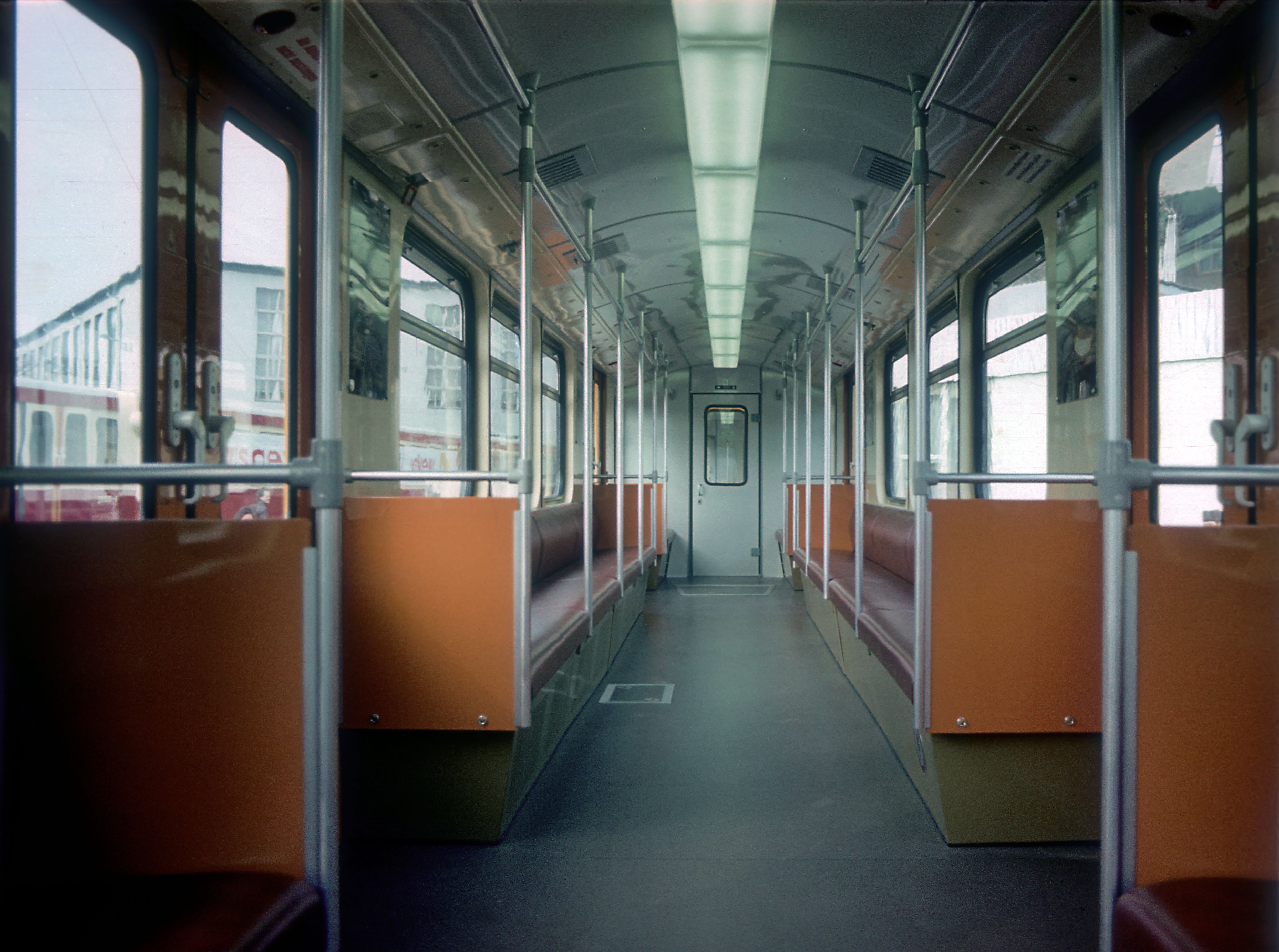
Innenraum, Leipziger Frühjahrsmesse 1980

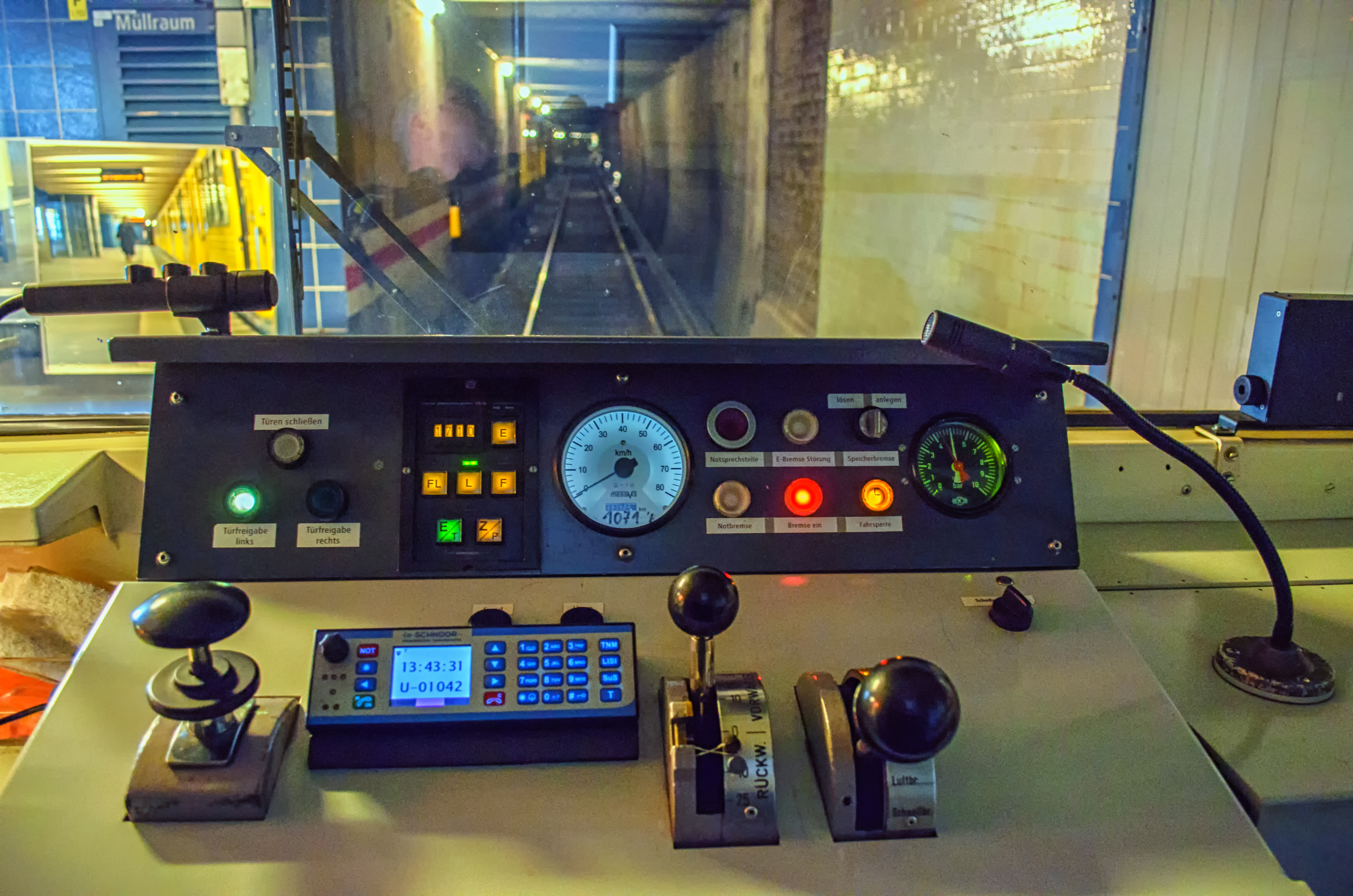
Führerstand eines GI/1E

Das Problem bei der Beschaffung von Neubaufahrzeugen lag darin, dass sowohl ein Umbau von ehemaligen S-Bahnwagen der Baureihe 275 als auch eine Lieferung von Metrowagonmasch-Wagen nach sowjetischen Normen nicht in Frage kam, da das enge Lichtraumprofil des Kleinprofilnetzes dies nicht zuließ. Darum mussten die Verkehrsbetriebe den Bau einer eigenen Baureihe in Auftrag geben. 1974 wurden die LEW „Hans Beimler“ in Hennigsdorf mit dem Bau der Fahrzeuge beauftragt. Im Jahr 1975 lieferten die LEW den Prototypzug der Reihe G ab. In Anlehnung an seinen Kennbuchstaben erhielt der Prototyp den Namen Gustav. Die Einheit wurde daraufhin an die BVB ausgeliefert, umfangreich getestet und auf der Leipziger Frühjahrsmesse 1975 der Öffentlichkeit vorgestellt.
Wie bei der West-Berliner Baureihe A3 waren alle Radsätze aller Wagen einer Einheit angetrieben. Der sonstige Kastenaufbau der Doppeltriebwagen orientierte sich jedoch am Triebwagen-Beiwagen-Prinzip: ein Triebwagen besaß einen Führerstand an einem Wagenende, der andere Triebwagen keinen. Folglich war die kleinste im Personenverkehr einsetzbare Einheit ein Vierwagenzug.
Der Prototyp offenbarte bei den ersten Umläufen auf der Linie A zahlreiche Probleme. Die Konstrukteure arbeiteten daraufhin an einer verbesserten Ausführung, die die Serienreife erlangen sollte. Der Prototyp Gustav wurde 1979 abgestellt, später elektrisch der Serienbauart GI angepasst, 1993 ausgemustert und schließlich 1997 verschrottet.
Das Ergebnis der Überarbeitung war die wesentlich verbesserte Baureihe GI mit Spitznamen Gisela. Optisch unterscheiden sich die Serienfahrzeuge vom Gustav im Wesentlichen durch die charakteristischen Stirnfronten: beim Prototyp war die Anordnung der Lampen vom Typ EIII übernommen worden, bei den Serienwagen sind Spitzen- und Zugschlussleuchten in je einem gemeinsamen Gehäuse nebeneinander angeordnet. Zusätzlich wurden die Seitenfenster in der Höhe und die Stirnwandfenster in Höhe und Breite vergrößert. Die Auslieferung begann ab 1978. Es bestand die Vorgabe, sämtliche Altbaufahrzeuge der Reihen AI und AII bis 1984 durch Neubauwagen zu ersetzen, was in Anbetracht des Alters der Vorkriegsfahrzeuge auch erforderlich war.
1983 mussten aufgrund von Exportverpflichtungen jedoch zehn Doppeltriebwagen ab Werk an die Vorortbahn Piräus–Athen–Kifissa geliefert werden. Da hier ein größeres Profil verwendet wurde, wurden an den Wagenkästen zur Überbrückung der Lücke zwischen Zug und Bahnsteigkante Ausgleichswulste, scherzhaft auch „Blumenbretter“ genannt, angebracht. Zusätzlich wurden die Wagenkästen höher gesetzt. Die Fahrzeuge erhielten die Bezeichnung GII, kamen ab 1985 wieder nach Ost-Berlin zurück und wurden nach Rückbau der Anpassungen für Athen in die Reihe GI eingegliedert. Ersetzt wurden sie in Athen durch ebenfalls von den LEW hergestellte, aber von MAN entwickelte Fahrzeuge, die an die G-Züge angelehnt waren. Nach ihren Vorgängern GII erhielten sie die Bezeichnung GIII, die Fahrzeuge kamen allerdings nie in Deutschland zum Einsatz. Da der Export der GIII der DDR Devisen brachte, hatte der Auftrag absoluten Vorrang gegenüber der Ablösung der AI und AII und so konnte der für 1984 vorgesehene Termin der Ausmusterung der Altbaureihen AI und AII nicht eingehalten werden.
Nachdem der Auftrag für Athen abgeschlossen war, produzierten die LEW ab 1986 eine nochmals technisch verbesserte Version der Baureihe GI, die die Bezeichnung GI/1 erhielt. Die Auslieferung dieser Wagen wurde 1989 abgeschlossen. Am 5. November dieses Jahres wurden die letzten Wagen der Baureihen AI und AII abgestellt. Zu diesem Zeitpunkt waren die ältesten Fahrzeuge bereits über 80 Jahre alt.

### Nach der Wiedervereinigung

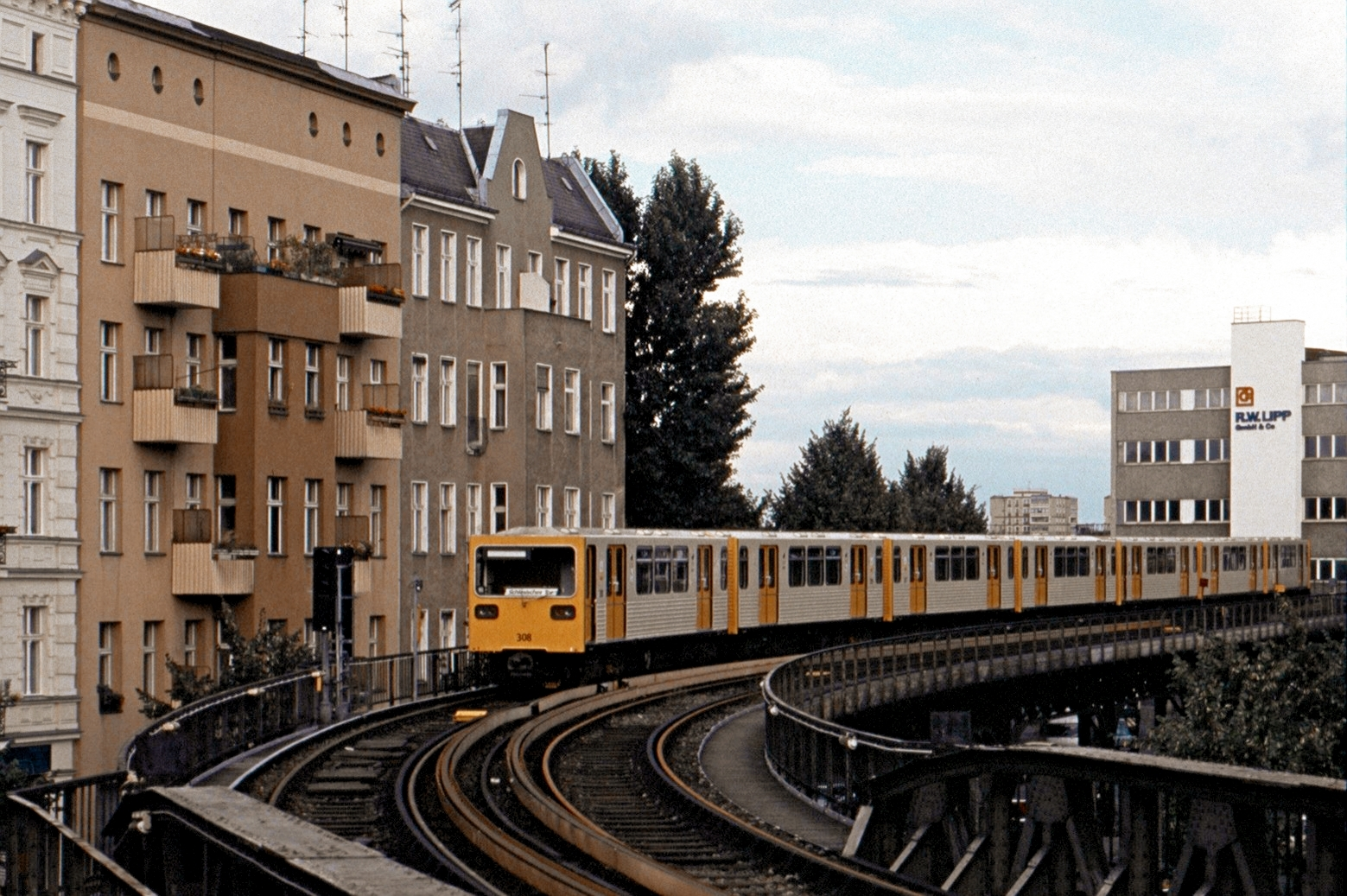
GI/1-Zug auf dem Hochbahnviadukt der U1 in der Oberbaumstraße, 1993

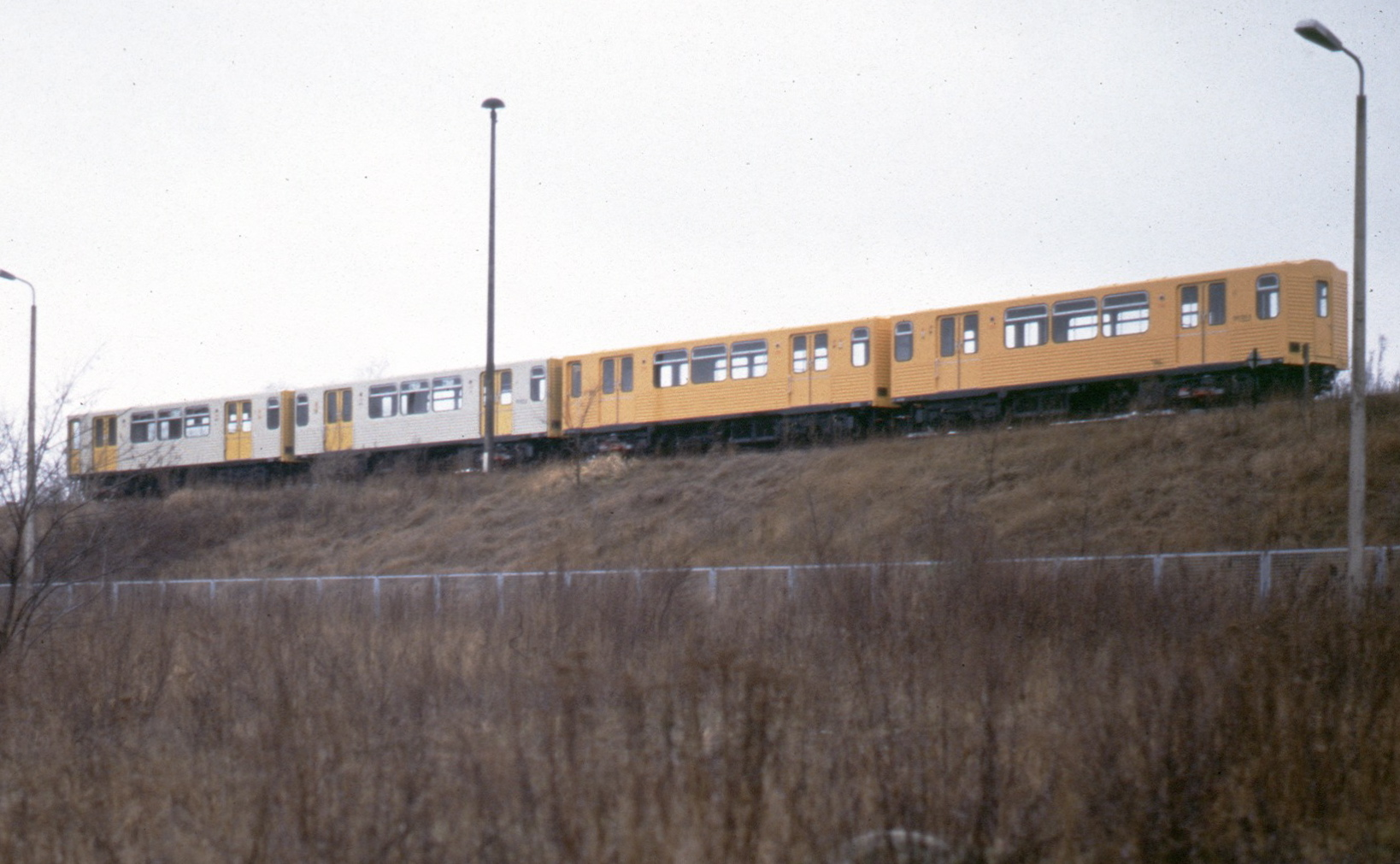
Beide Lackierungsvarianten (links BVB Ost, rechts BVG West) auf dem Überführungsgleis am Bahnhof Wuhletal, 1991

Zur Wende waren 119 Doppeltriebwagen im Einsatz. Für die Kleinprofillinie A (ab 1990 U2) reichte diese Anzahl vollkommen aus, es waren sogar noch mehrere Fahrzeuge im Überschuss. Begründet wurde dieser damit, dass im Notfall eine ausreichend große Reserve bereitstünde; so war es 1972 zu einem Tunnelbrand am U-Bahnhof Alexanderplatz gekommen, bei dem 14 abgestellte U-Bahnwagen vollständig ausbrannten.
Die Fahrzeuge kamen zunächst weiterhin auf der U2 zum Einsatz, später auch gelegentlich auf der ehemaligen Linie U15 (heutige U1). Schnell bemerkte man allerdings auch die ersten Mängel an den Fahrzeugen, die oftmals einfach stehen blieben. Die BVG wollten sich bereits von den Fahrzeugen trennen und beauftragten die Produktion der Baureihe A3L.92, die jedoch den Wagenpark nicht hätte komplett ersetzen können. Für die allerdings überschüssig gewordenen Fahrzeuge wurde schnell ein Abnehmer gefunden, die U-Bahn Pjöngjang. Neben 60 Doppeltriebwagen der Baureihe GI (darunter zehn ehemalige GII aus Athen) übernahm die U-Bahn der nordkoreanischen Hauptstadt auch 108 Doppeltriebwagen der Baureihe D, die zuletzt auf der U5 zum Einsatz kamen. Über Wismar wurden die Fahrzeuge zu ihrem Einsatzort verschifft und, wiederum mit „Blumenbrettern“ versehen, den örtlichen Gegebenheiten angepasst. 2001 wurden alle Fahrzeuge des Typs GI in Pjöngjang für einen S-Bahn-ähnlichen Betrieb umgerüstet. Dazu gehörte der Aufbau eines Dachstromabnehmers und eines Umformers, der die Spannung für die GI-Züge anpasst. Die angekoppelten Triebwagen werden dabei über eine Zugsammelschiene mit 750 Volt Gleichstrom gespeist. Die Fahrzeuge verkehren dort überwiegend in Vierwagenzügen. Um die Wagen universell einsetzen zu können, wurden einige führerstandslose Triebwagen mit zusätzlichen Führerständen ausgerüstet.
1997 ertüchtigte die BVG bereits die ersten GI/1; sie wurden mit Lautsprecheransagen versehen, die Sitzpolster aus Kunstleder wurden gegen vandalismusresistente ausgetauscht, die Türgriffe durch Türknöpfe ersetzt und für den Zugführer-Selbstabfertigungs-Betrieb (ZSA) vorbereitet. Auch wurde die ursprüngliche Höchstgeschwindigkeit von 70 auf 62 km/h reduziert.
Am 8. Juli 2000 kam es während der Love Parade zu einem Brand im U-Bahnhof Deutsche Oper, bei dem ein GI-Zug ausbrannte. Daraufhin stellte die BVG sämtliche Wagen der Baureihe bis Dezember 2001 ab, da die Brandursache offensichtlich im Fahrzeug lag. Die Wagen wurden vor ihrer Rückkehr in den Liniendienst wiederum ertüchtigt.
2004 beschloss die BVG nochmals eine umfassende Ertüchtigung der verbliebenen Wagen. Die Fahrzeuge wurden optisch dem Corporate Design der BVG angepasst und mit einem Mehrzweckabteil für Kinderwagen oder Rollstuhlfahrer ausgestattet. Zusätzlich wurden je zwei Zweiwageneinheiten dauerhaft kurzgekuppelt, womit ein Vierwagenzug die kleinste betriebliche Einheit ist. Da dieses Muster dem der Baureihe HK ähnelt, wurde auch eine entsprechende Nummerierung vorgenommen. Interessant ist, dass die knapp 20 Jahre alten Fahrzeuge durch den Einbau von fast 40 Jahre alten Komponenten (u. a. Fahrschaltereinheiten) aus abgestellten Fahrzeugen des Typs DL „modernisiert“ wurden.
Die ersten beiden Fahrzeuge wurden am 25. Oktober 2005 bei einem feierlichen Roll Out der Öffentlichkeit vorgestellt.
Seit dem Fahrplanwechsel 2015/2016, der zum 13. Dezember 2015 in Kraft trat, fahren Züge der Baureihe auch auf der Linie U1, zuvor waren sie fast ausschließlich (bis auf wenigen Ausnahmen, z. B. der U12) auf der U2 im Einsatz. Zum Fahrplanwechsel 2020/21, am 13. Dezember 2020, endeten vorerst die Einsätze auf der U1.
Seit Frühsommer 2021 werden neben der U2 auch regelmäßig Einsätze auf der Linie U3 beobachtet. Seit Anfang 2024 finden auch wieder vermehrt Fahrten auf der U1 statt.

## Wagenbauliches
| Typ  | Lieferjahr | Athen           | BVB                             | BVG             |
| ---- | ---------- | --------------- | ------------------------------- | --------------- |
| G    | 1974       |                 | 135 750–135 756 135 751–135 757 | 499–493 498–492 |
| GI   | 1978       |                 | 135 758–135 772 135 759–135 773 | 491–477 490–476 |
| GI   | 1979       |                 | 135 774–135 778 135 775–135 779 | 475–471 474–470 |
| GI   | 1979       |                 | 135 782–135 794 135 783–135 795 | 469–457 468–456 |
| GI   | 1980       |                 | 135 796–135 832 135 797–135 833 | 455–419 454–418 |
| GI   | 1980       |                 | 135 836 135 837                 | 417 416         |
| GI   | 1981       |                 | 135 838–135 852 135 839–135 853 | 415–401 414–400 |
| GI   | 1982       |                 | 135 854–135 856 135 855–135 857 | 399–397 398–396 |
| GI   | 1983       |                 | 135 858–135 862 135 859–135 863 | 395–391 394–390 |
| GII  | 1983       | 102 202         | 135 866 135 867                 | 389 388         |
| GII  | 1983       | 104–107 204–207 | 135 870–135 876 135 871–135 877 | 387–381 386–380 |
| GII  | 1983       | 108 201         | 135 878 135 879                 | 379 378         |
| GII  | 1983       | 109–112 209–212 | 135 880–135 886 135 881–135 887 | 377–371 376–370 |
| GI/1 | 1987       |                 | 135 896–135 898 135 897–135 899 | 369–367 368–366 |
| GI/1 | 1988       |                 | 135 900–135 938 135 901–135 939 | 365–327 364–326 |
| GI/1 | 1989       |                 | 135 940–135 998 135 941–135 999 | 325–267 324–266 |

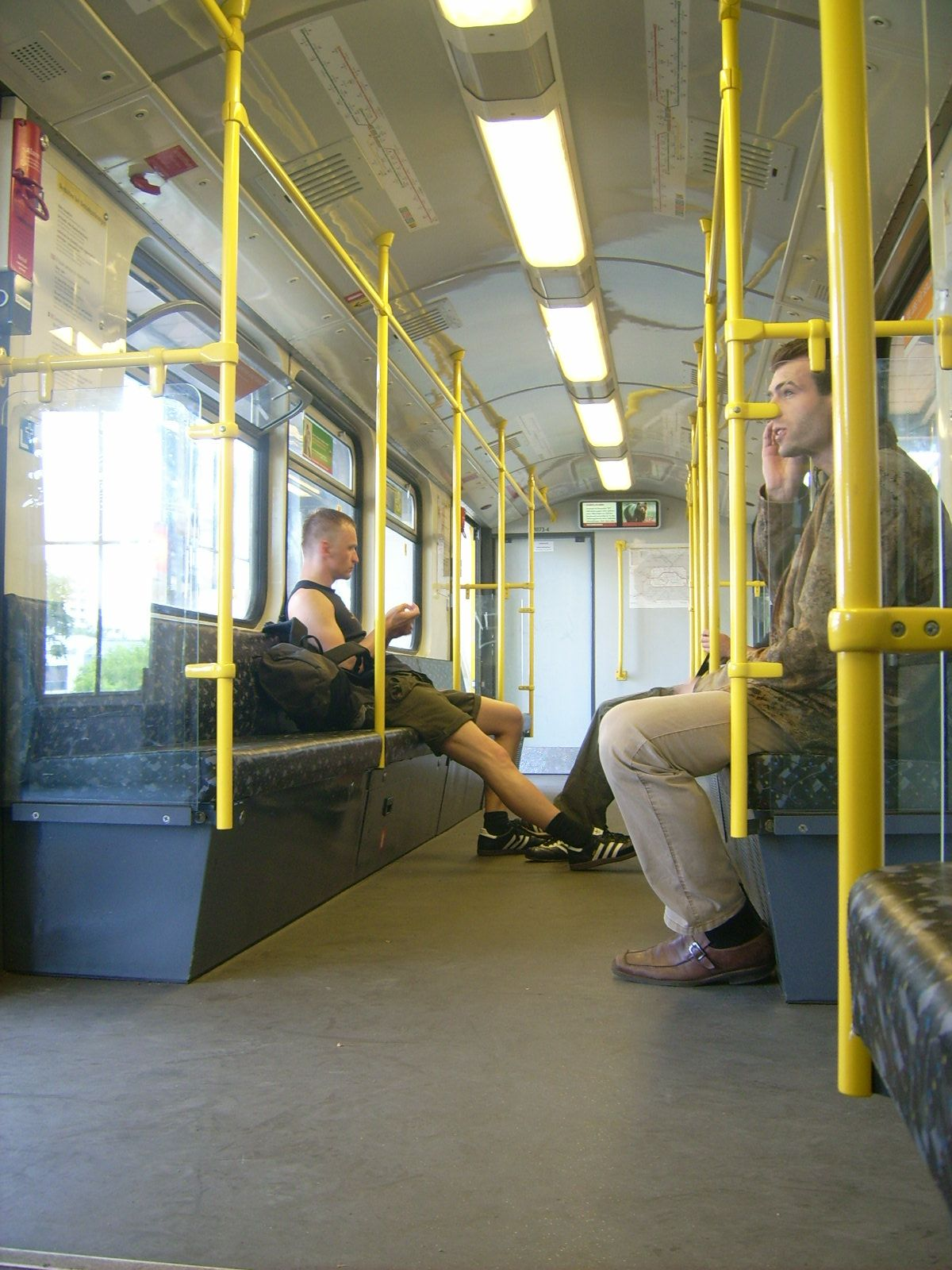
Inneneinrichtung eines GI/1E-Zuges. Zu erkennen sind unter anderem die hellgelben Griffstangen und das dunkle Sitzpolster, beide nach dem Corporate Design der BVG gestaltet

Ein Doppeltriebwagen der Reihe GI/1 besteht aus zwei je vierachsigen, untereinander kurzgekuppelten Triebwagen. Die Wagenkästen wurden in Aluminium-Leichtbauweise unter Verwendung von Strangpressprofilen erstellt. Für die Seitenverkleidung wurden gesickte Aluminiumbleche verwendet, die dem Fahrzeug die charakteristischen Züge verleihen.
Pro Doppeltriebwagen wurde nur insgesamt ein Führerstand vorgesehen, daher folgt die Unterscheidung in GIa und GIb. Ein zweiter Führerstand war nicht vorgesehen, da im Regelbetrieb Vierwagenzüge die kleinsten Einheiten bilden sollten. Die führerstandslosen Stirnwände sind mit Schlupftüren versehen, da es im Netz Stellen gibt, an denen Wagen nicht durch die Seitentüren verlassen werden können. Die Schlupftüren sind auf der Innenseite mit U-Bahn-typischen Dreikanten verschlossen.
Bei den Fahrzeugabmessungen orientieren sich die G-Wagen stark an denen der AI und AII, ebenfalls sind nur zwei Türen pro Wagen und Seite vorgesehen, die dafür eine lichte Weite von 1200 Millimetern aufweisen, um die fehlende dritte Tür auszugleichen. Es handelt sich um ursprünglich druckluftbetätigte Doppelschiebetüren. Im Lieferzustand waren sie mit mechanischen Schlössern ausgerüstet, die auch bei den zur selben Zeit gelieferten Doppelstockeinzelwagen und den Prototypen der S-Bahn-Triebwagen der Reihe 270 verwendet wurden. Sie wurden von Hand geöffnet und konnten durch den Triebwagenführer zentral geschlossen werden. 1997 wurden die Türen der GI/1 auf elektromotorischen Antrieb umgerüstet, zusätzlich wurden Druckwellenschalter in die Türfalze eingebettet. Die Türgriffe wurden außerdem durch Taster ersetzt.
Das über Schütze betriebene Schaltwerk der Fahrzeuge weist insgesamt 23 Fahr- und 22 Bremsstufen auf. Nach einer Duewag-Lizenz ist in jedem Drehgestell ein längsliegender Gleichstrommotor eingebaut, der über zwei Kegelradgetriebe beide Radsätze antreibt. Die Drehgestelle sind Stahlschweißkonstruktionen, die Radsätze laufen in Rollenlagern. Der Drehgestellrahmen stützt sich über Metall-Gummi-Federn (Megi-Federn) auf den Achslagern ab. Als Sekundärfedern dienen spartanische, bei damaligen U-Bahn-Triebwagen übliche Blattfedern. Die Enddrehgestelle eines Doppeltriebwagens sind auf beiden Seiten mit Stromabnehmern versehen.
Gebremst wird die Einheit durch eine selbsterregte Widerstandsbremse, zusätzlich dazu besitzen die Wagen eine auf alle Achsen wirkende Druckluft-Scheibenbremse sowie als Feststellbremse eine Federspeicherbremse.

## Lieferserien
Zusammen mit den Prototypen verließen insgesamt 123 Doppeltriebwagen der Reihe G das Werk in Hennigsdorf. Einige dieser Wagen kamen dabei außer in Berlin auch in Athen und später in Pjöngjang zum Einsatz. Die nebenstehende Tabelle soll eine Übersicht über die Wagen und ihrer Nummerierung geben.
Zur besseren Übersicht sind a- und b-Wagen voneinander getrennt. Die erste Zeile gibt die Nummerierung des b-Wagens, die zweite die des a-Wagens wieder.